# Heinrich Ludwig Johannes Bechstatt
Heinrich Ludwig Johannes Bechstatt (* 6. Juli 1825 in Darmstadt; † 17. November 1893 ebenda) war großherzoglich hessischer Major, später königlich preußischer Generalmajor und zuletzt Kommandeur der 36. Infanteriebrigade.

## Herkunft
Seine Eltern waren der großherzoglich hessische Generalmajor Karl Christian Bechstatt (* 15. September 1780; † 15. März 1846) und dessen Ehefrau Karoline Buff († 6. November 1828).

## Leben
Er erhielt seine Schulbildung auf dem Gymnasium in Darmstadt. Nach seinem Abschluss ging er am 1. Oktober 1842 als Musketier in das großherzoglich hessische 2. Infanterieregiment. Dort wurde er am 20. Juni 1843 zum Portepeefähnrich befördert und am 29. Oktober 1845 als Lieutenant in das 1. Infanterieregiment versetzt. Vom 1. April bis zum 18. September 1848 war er in die Plankammer des General-Quartiermeisterstabes abkommandiert. Während der Märzrevolution war er bei den Straßenkämpfen in Frankfurt und der Bekämpfung der Badischen Revolution eingesetzt. Er kämpfte in den Gefechten bei Groß-Sachsen und Gernsbach.
Anschließend wurde er am 25. August 1853 als Oberlieutenant in das 3. Infanterieregiment versetzt. Vom 23. April 1854 bis zum 25. Mai 1854 war er dann auf einer Bildungsreise mit den Generalstabsoffizieren des deutschen VIII. Armeekorps nach Oberitalien. Nach seiner Rückkehr wurde er am 1. Mai 1857 in die Pionierkompanie versetzt. Danach wurde er vom 21. Mai bis zum 22. Juni 1861 den General-Quartiermeisterstab zu einer Generalstabsbesprechung in Würzburg beigegeben. In dieser Zeit erhielt er am 22. Mai 1861 den Charakter als Hauptmann, am 6. September 1861 kam er als Hauptmann in das 2. Infanterieregiment. Im Vorfeld des Deutschen Krieges wurde er am 8. Juni 1866 in den Stab der mobilen hessischen Armeedivision. Während des Feldzuges gegen Preußen kämpfte er bei Aschaffenburg und Gerchsheim. Am 1. Oktober 1866 kam er in das 2. Infanterieregiment zurück, außerdem wurde er als Adjutant dem großherzoglich hessischen Kriegsminister abkommandiert. Vom 2. bis zum 28. Februar 1878 war er mit einem speziellen Auftrag in Berlin. Nach seiner Rückkehr wurde er am 10. Juli 1867 als Major in das 4. Infanterieregiment Prinz Karl versetzt. Am 1. Juli 1868 wurde er in das preußische Grenadierregiment Nr. 8 abkommandiert und am 1. August 1868 in das Regiment aggregiert. Anschließend wurde er am 14. November 1869 mit der Führung des II. Bataillons des Grenadierregiment Nr. 8 beauftragt und am 6. Januar 1870 als Kommandeur in das II. Bataillon des 118. Infanterieregiments versetzt.
Während des Deutsch-Französischen Krieges kämpfte er in den Schlachten bei
Gravelotte, Noisseville und Orleans. Ferner befand er sich bei der Belagerung von Metz sowie den Gefechten bei Beaugency, Montlinault und Chambord. Dafür erhielt er am 10. September 1870 das Eiserne Kreuz 2. Klasse. Am 31. Dezember 1871 wurde er Ritter des hessischen Ludwigsordens.
Nach der Reichsgründung wurde das hessische Armee in die preußische integriert. Bechstatt wurde am 1. Januar 1872 als Major und Bataillonskommandeur in das 118. Infanterieregiment übernommen und dort am 22. März 1873 zum Oberstleutnant befördert. Am 15. Oktober 1874 wurde er mit der Führung des 66. Infanterieregiments beauftragt, dazu wurde er a la suite des 66. Infanterieregiments gestellt und am 12. Dezember 1874 als Kommandeur des Regiments bestätigt. Am 18. Januar 1875 steig er zum Oberst auf. Anschließend kam er am 18. Januar 1875 als Kommandeur in die 36. Infanteriebrigade und wurde dazu a la suite des Regiments gestellt. Am 30. März 1881 wurde er zum Generalmajor befördert und am 16. September 1881 mit dem Roten Adlerorden 2. Klasse mit Eichenlaub ausgezeichnet. Anschließend wurde er am 3. August 1883 mit Pension zur Disposition gestellt und dazu mit dem Kronen-Orden 2. Klasse mit Stern ausgezeichnet.
Er starb am 17. November 1893 in Darmstadt.

## Familie
Bechstatt heiratete am 28. September 1867 in Aschaffenburg mit Anna Rath.